# Bryum appressifolium
Bryum appressifolium är en bladmossart som beskrevs av Brotherus 1898. Bryum appressifolium ingår i släktet bryummossor, och familjen Bryaceae. Inga underarter finns listade i Catalogue of Life.